# Шейдісайд (Огайо)
Шейдісайд (англ. Shadyside) — селище (англ. village) в США, в окрузі Бельмонт штату Огайо. Населення — 3454 особи (2020).

## Географія
Шейдісайд розташований за координатами 39°58′19″ пн. ш. 80°45′4″ зх. д. / 39.97194° пн. ш. 80.75111° зх. д. (39.971891, -80.751029).  За даними Бюро перепису населення США в 2010 році селище мало площу 2,67 км², з яких 2,62 км² — суходіл та 0,05 км² — водойми.

## Демографія
Згідно з переписом 2010 року, у селищі мешкало 3785 осіб у 1717 домогосподарствах у складі 1045 родин. Густота населення становила 1418 осіб/км².  Було 1863 помешкання (698/км²).
Расовий склад населення:
| - 99,0 % — білих - 0,2 % — чорних або афроамериканців - 0,2 % — азіатів - 0,1 % — корінних американців |

До двох чи більше рас належало 0,5 %. Частка іспаномовних становила 0,5 % від усіх жителів.
За віковим діапазоном населення розподілялося таким чином: 17,5 % — особи молодші 18 років, 59,0 % — особи у віці 18—64 років, 23,5 % — особи у віці 65 років та старші. Медіана віку мешканця становила 47,9 року. На 100 осіб жіночої статі у селищі припадало 84,7 чоловіків;  на 100 жінок у віці від 18 років та старших — 82,1 чоловіків також старших 18 років.
Середній дохід на одне домашнє господарство  становив 53 892 долари США (медіана — 44 180), а середній дохід на одну сім'ю — 65 163 долари (медіана — 48 511). Медіана доходів становила 42 284 долари для чоловіків та 26 940 доларів для жінок. За межею бідності перебувало 11,5 % осіб, у тому числі 22,6 % дітей у віці до 18 років та 6,4 % осіб у віці 65 років та старших.
Цивільне працевлаштоване населення становило 1774 особи. Основні галузі зайнятості: освіта, охорона здоров'я та соціальна допомога — 22,2 %, виробництво — 14,9 %, роздрібна торгівля — 10,4 %, мистецтво, розваги та відпочинок — 10,3 %.